# Peder Vogelius
Pour les articles homonymes, voir Vogelius.
Peder Vogelius, né en 1741 et mort en 1787, est un prêtre et un théologien danois.